# 維夏杜別奇尼亞
50°43′57″N 30°39′15″E / 50.73250°N 30.65417°E
維什恰-杜貝奇尼亞（烏克蘭語：Вища Дубечня）是位於烏克蘭北部的村莊，由基辅州维什霍罗德区的皮爾諾韋市鎮負責管轄。該村面積4.2平方公里，海拔高度100米，2001年人口831，人口密度每平方公里197.9人。

## 画廊

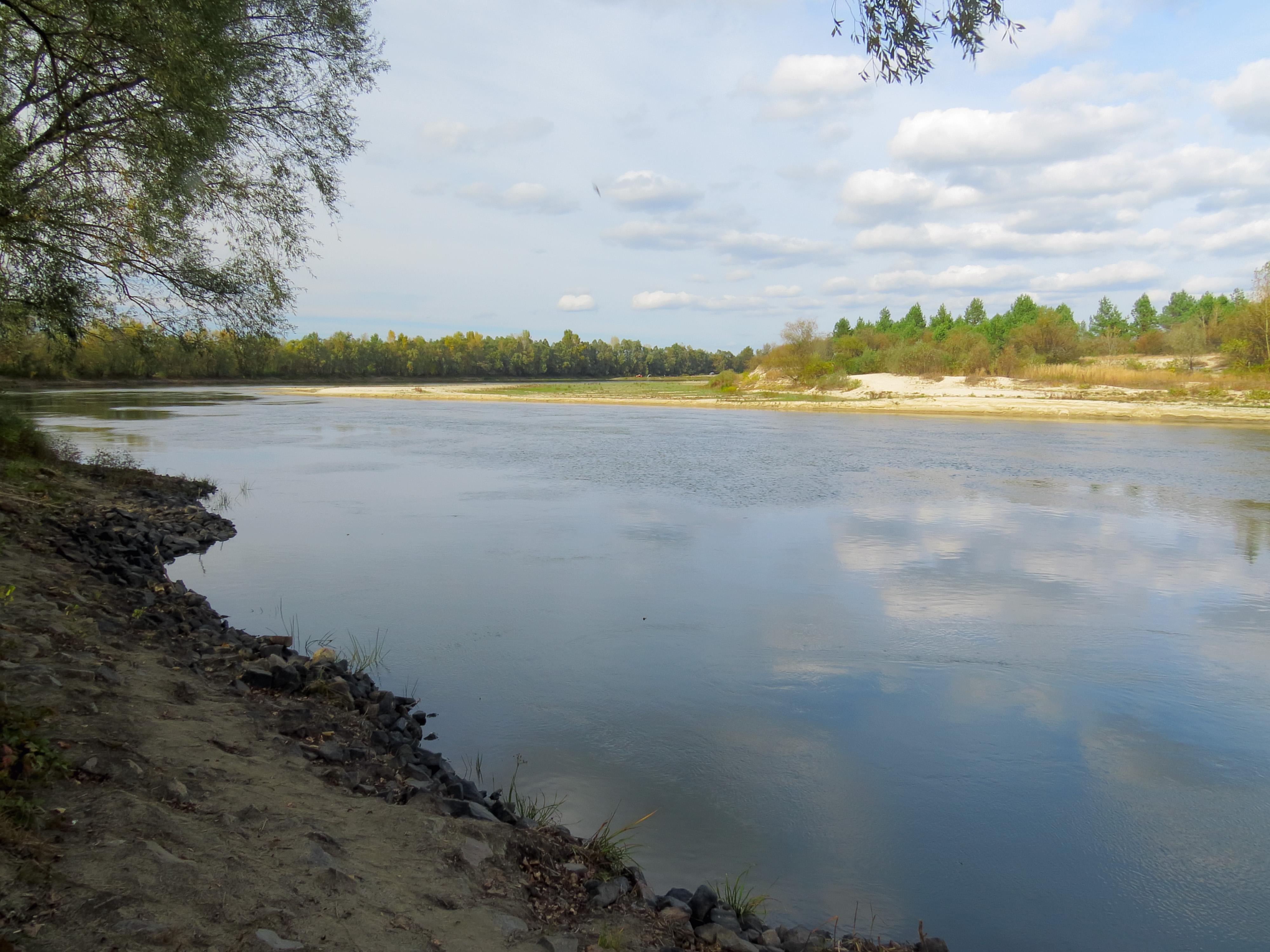
村庄附近的德斯纳河
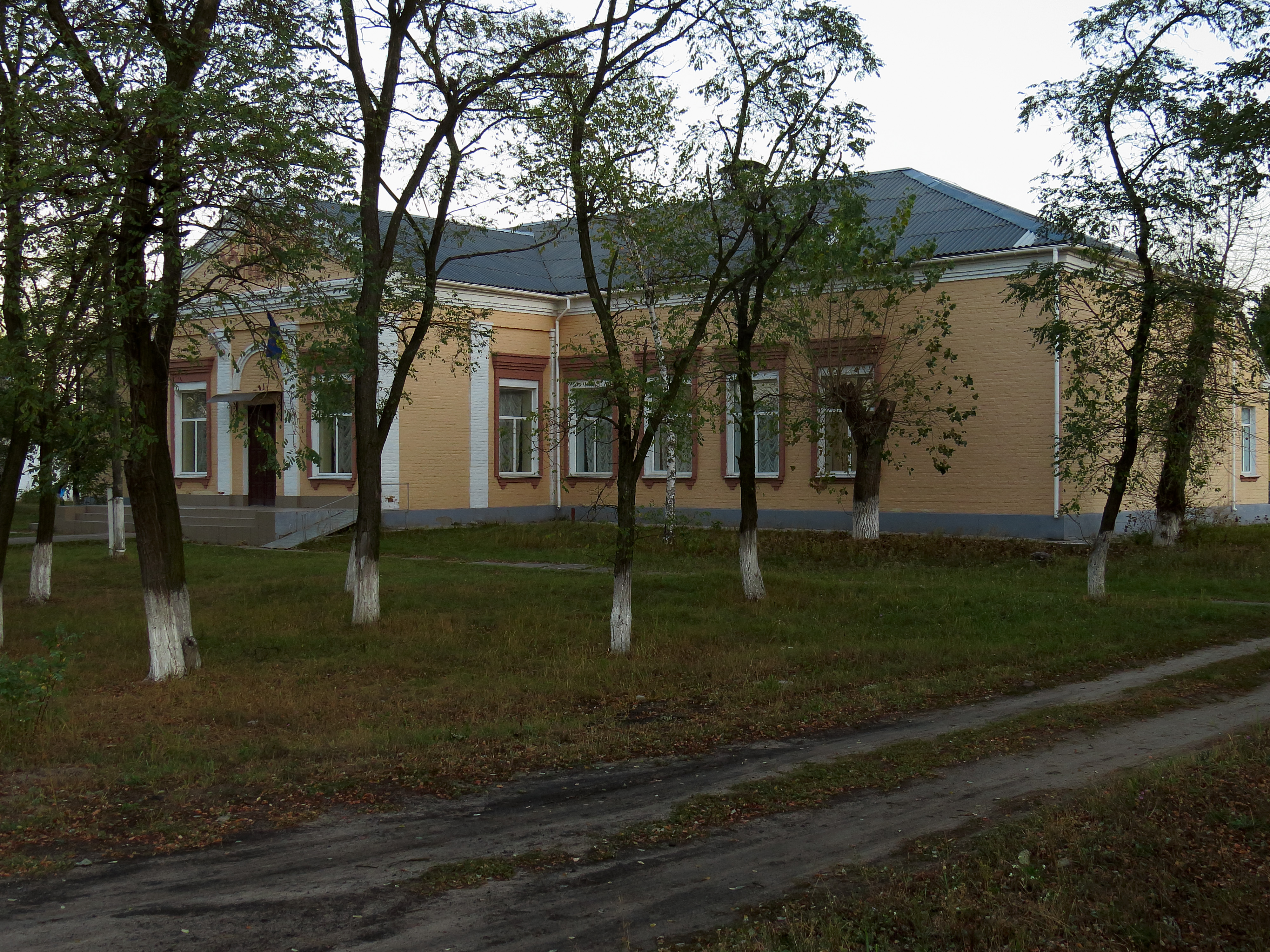
乡村俱乐部
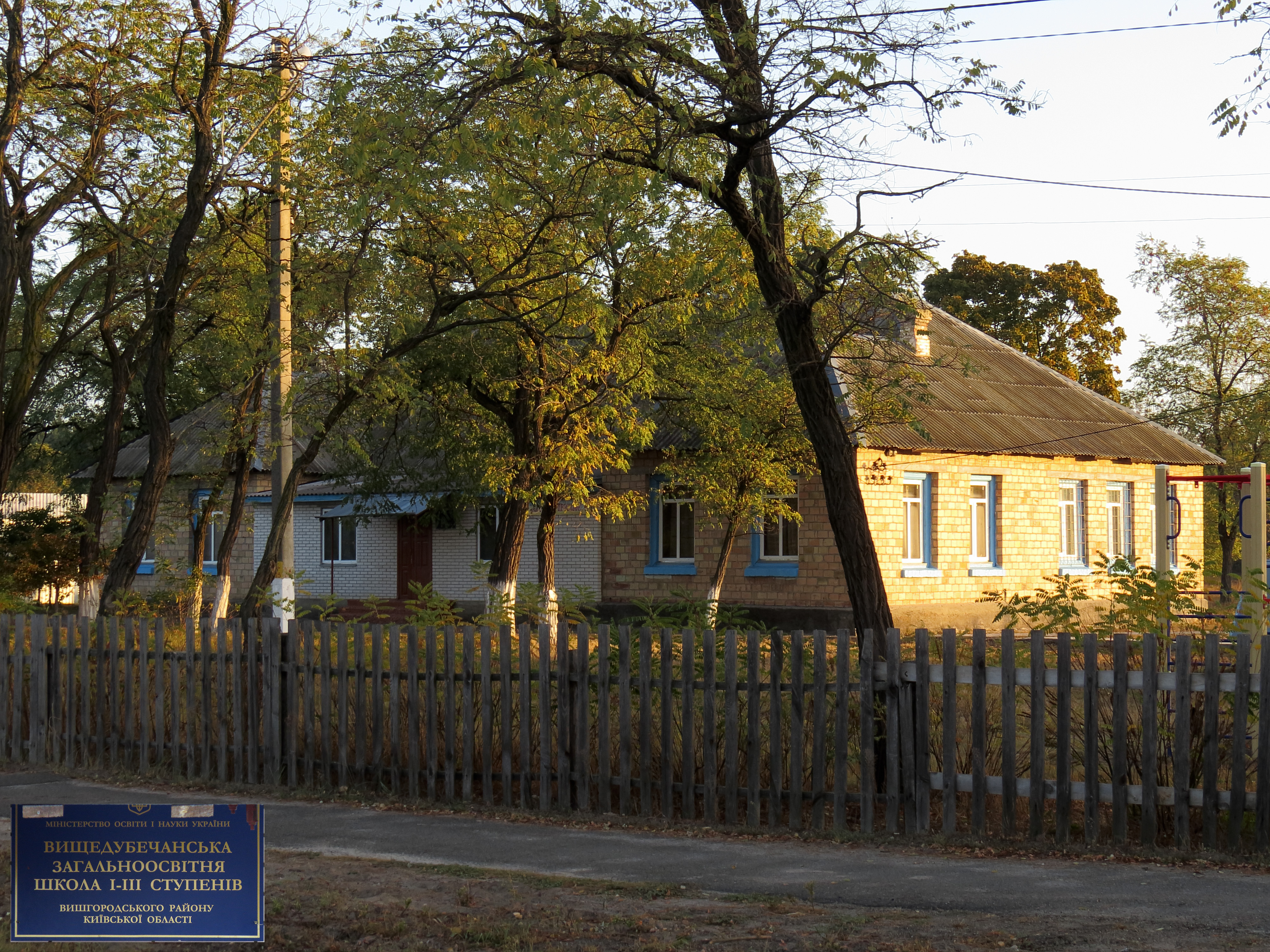
新校舍
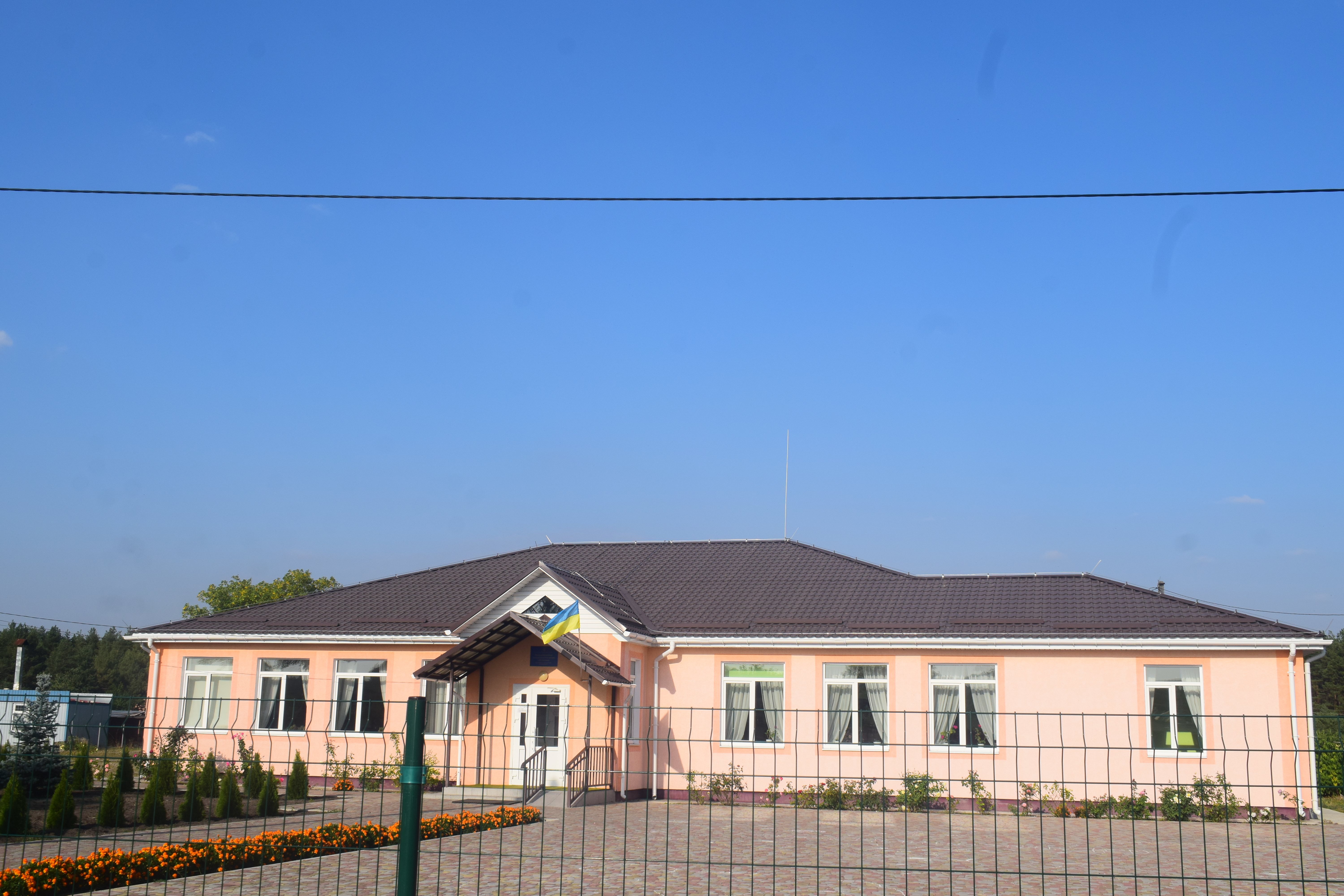
旧校舍
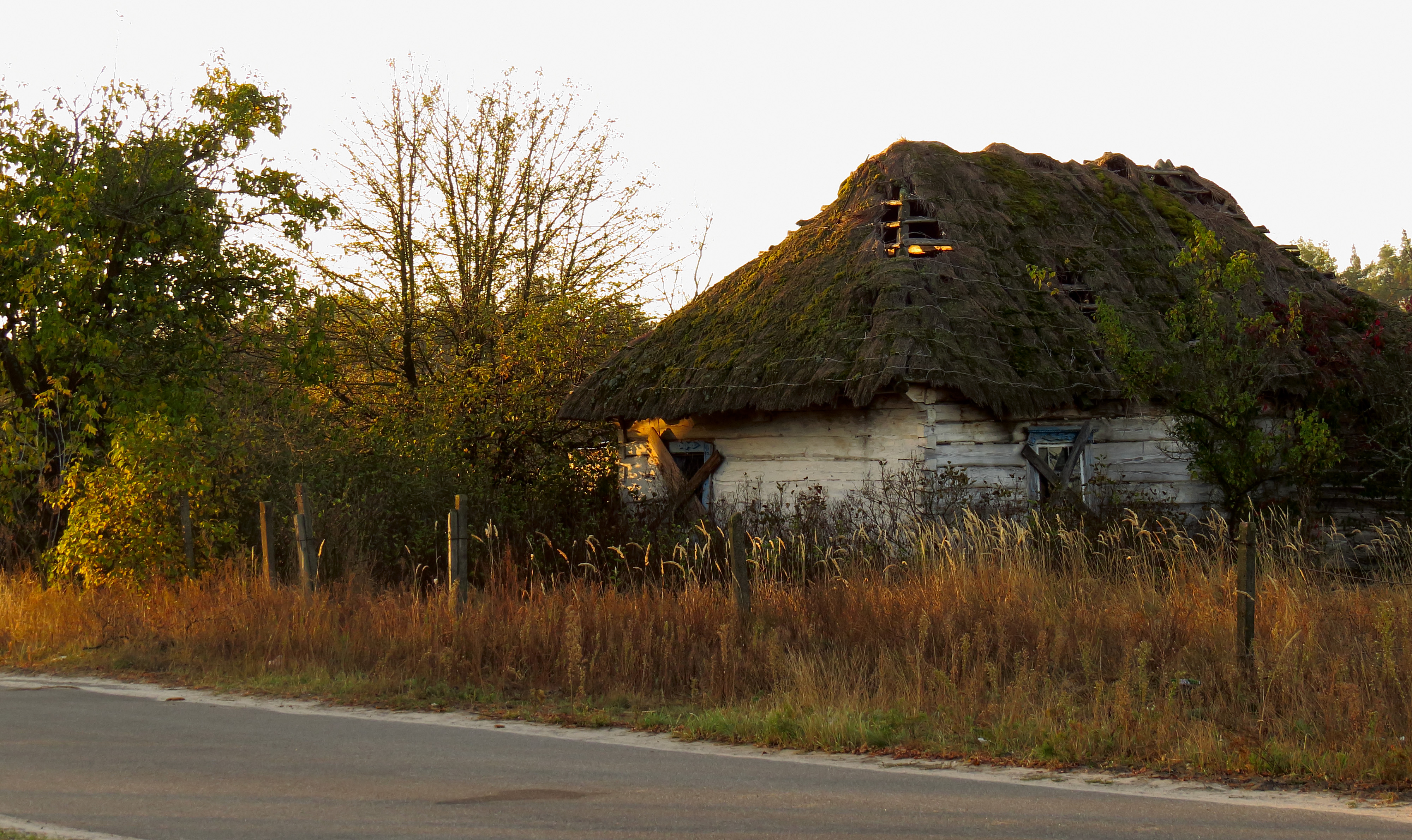
废弃的房子
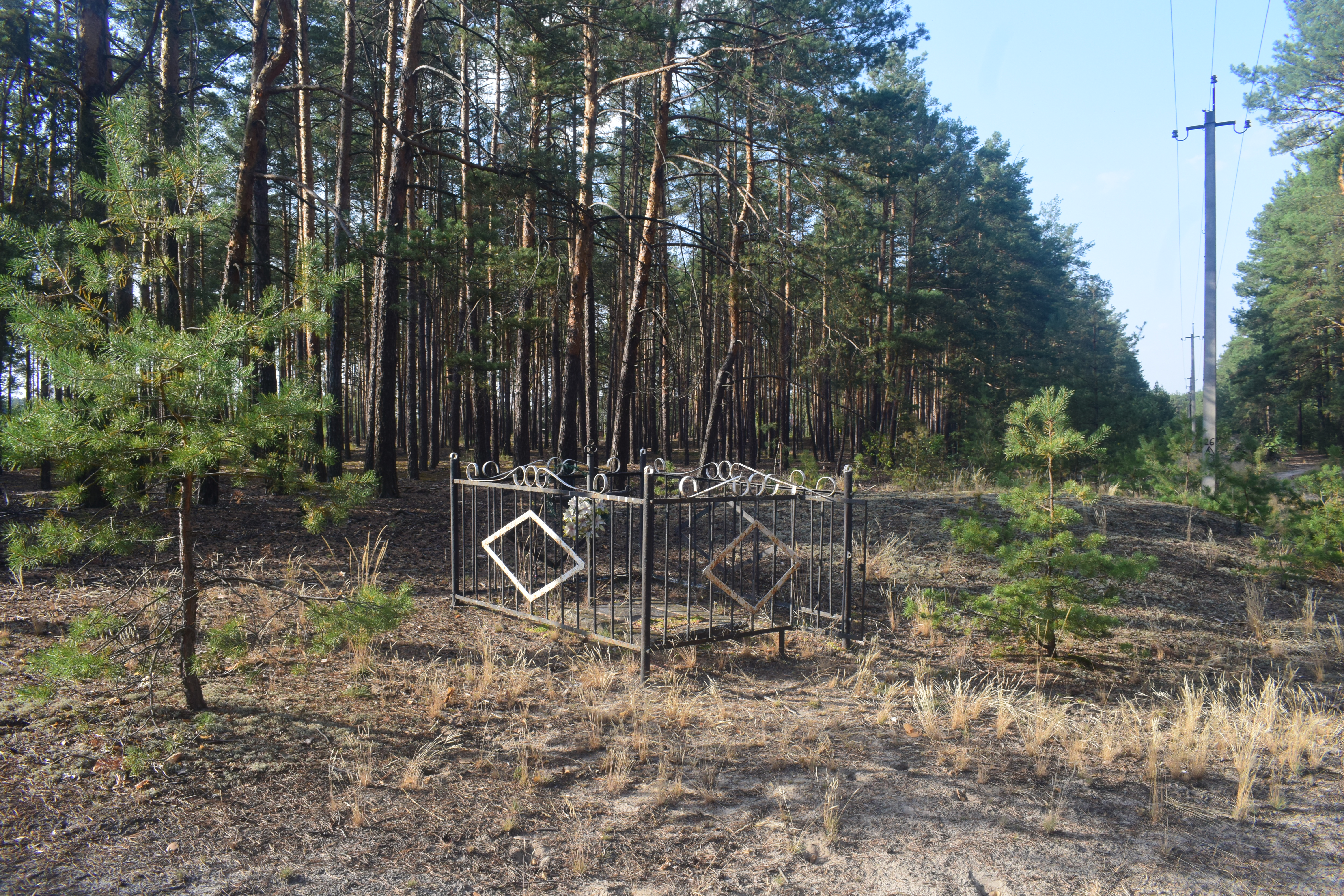
森林中的士兵坟墓
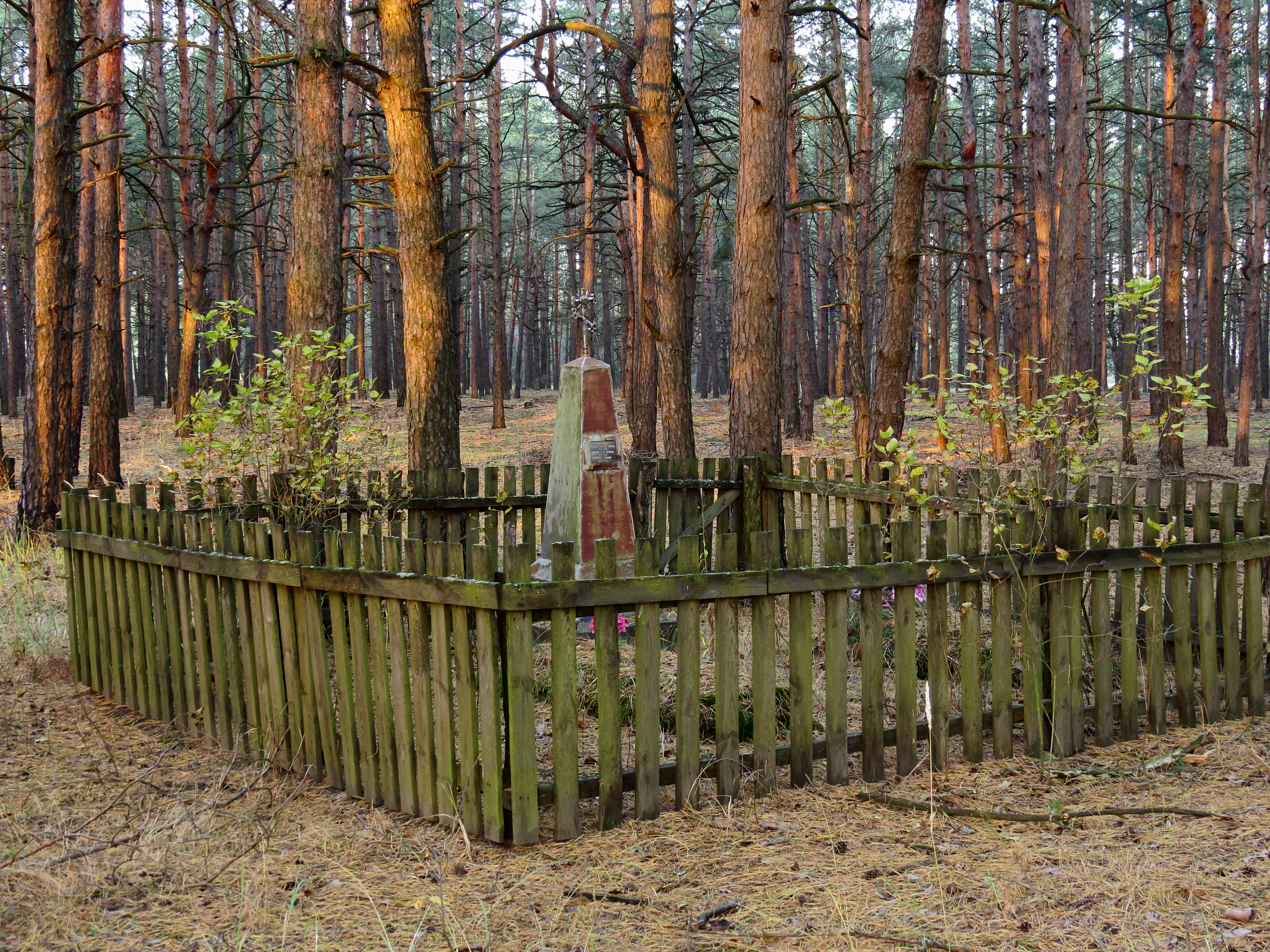
森林中的纳粹受害者墓
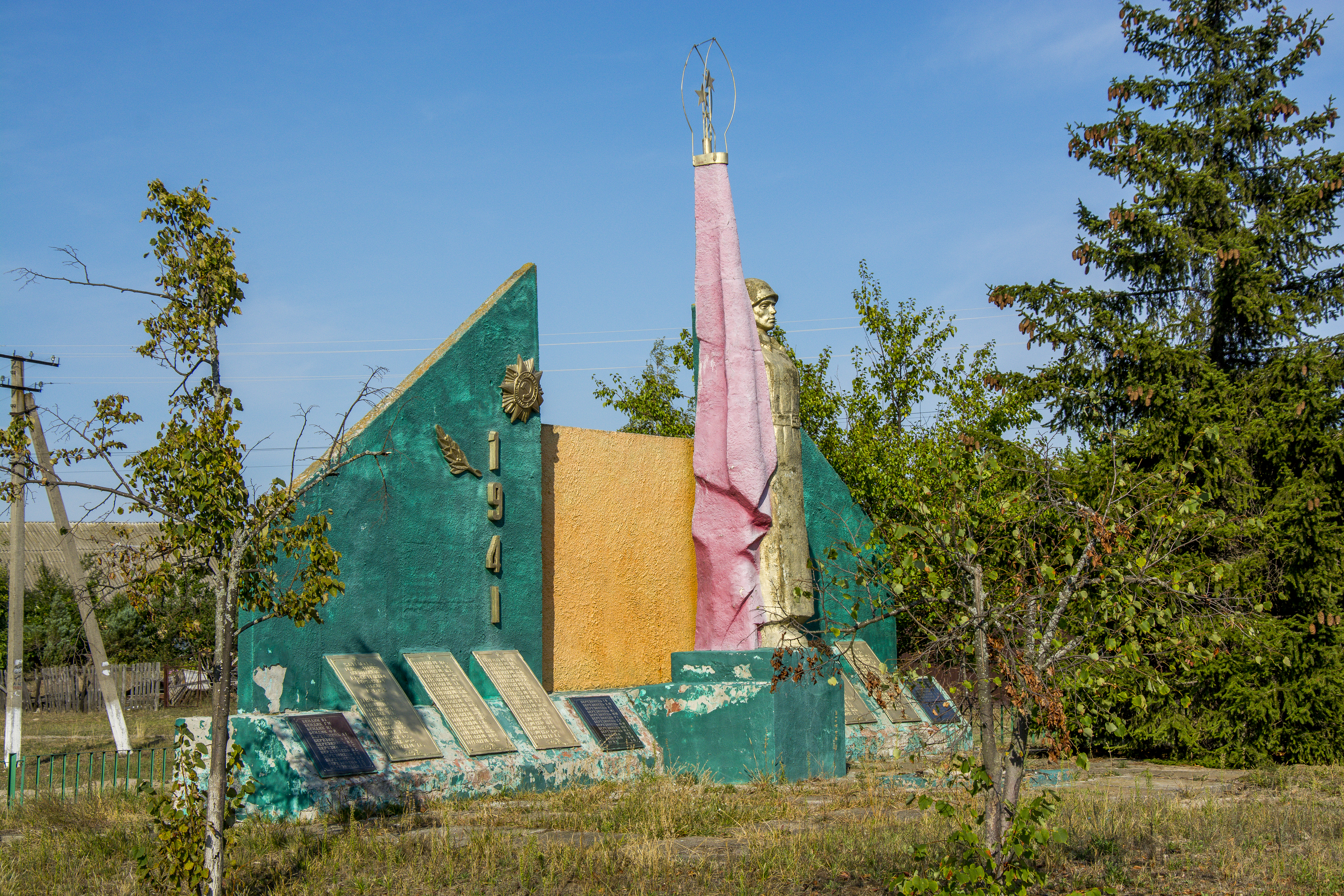
村里的乱葬岗